# Zmorsznikowe
Zmorsznikowe, zmorszniki (Lepturinae) – podrodzina chrząszczy z rodziny kózkowatych.

## Systematyka
W podrodzinie tej wyróżnia się 9 lub 10 plemion:
- Desmocerini Blanchard, 1845
- Eroschemini Lacordaire, 1869[4]
- Encyclopini LeConte, 1873
- Lepturini Latreille, 1802
- Oxymirini Danilevsky, 1997
- Rhagiini Kirby, 1837
- Rhamnusiini Sama, 2009
- Teledapini Pascoe, 1871
- Sachalinobiini Danilevsky, 2010
- Xylosteini Reitter, 1913